# Мириловичи
Мириловичи (серб. Мириловићи / Mirilovići) — село в общине Билеча Республики Сербской Боснии и Герцеговины. Население составляет 135 человек по переписи 2013 года.

## Известные жители
- Момо Капор (1937—2010), писатель и художник